# Landelijk Overleg Fiscalisten
Het Landelijk Overleg Fiscalisten (LOF) is de overkoepelende organisatie van alle fiscale studieverenigingen aan de universiteiten in Nederland. Het LOF is een stichting en organiseert voor alle fiscale studenten in september van ieder jaar het LOF-congres. Een dag waarop een thema uitgediept wordt door een aantal toonaangevende sprekers. Aansluitend vindt er een bedrijvenmarkt plaats, waar nagenoeg alle fiscale werkgevers op vertegenwoordigd zijn. De dag wordt afgesloten met een recruitmentdiner en een afterparty.
Daarnaast bracht het LOF tot en met 2013 maandelijks de Forfaitair uit. Dit was een blad voor alle leden van alle studieverenigingen. Zij gebruikten de wetenschappelijke inhoud van dit blad voor onder andere hun eindscriptie.

## Lokale verenigingen
- Groninger Fiscale Eenheid (RUG)
- Fiscale Studievereniging Vrije Universiteit (VU)
- Studievereniging Fiscale Economie En Recht (UvA)
- Porta Adriani (UvA)
- Toegevoegde Waarde (UU)
- Pecunia Non Olet (UL)
- R.F.V. Christiaanse-Taxateur (EUR)
- T.F.V. "De Smeetskring" (TiU)
- FIRST Maastricht (UM)